# Przestrzeń bitopologiczna
Przestrzeń bitopologiczna – zbiór z wprowadzonymi dwiema topologiami. Trójkę uporządkowaną {\displaystyle (X,{\mathcal {O}},{\mathcal {T}})} nazywamy przestrzenią bitopologiczną, o ile {\displaystyle {\mathcal {O}}} i {\displaystyle {\mathcal {T}}} są topologiami na zbiorze {\displaystyle X} . Koncepcję wprowadził J.C. Kelly w 1963 jako efekt badań nad przestrzeniami z wprowadzoną quasi-metryką . 